# Hemme (gmina)
Hemme – miejscowość i gmina w Niemczech, w kraju związkowym Szlezwik-Holsztyn, w powiecie Dithmarschen, wchodzi w skład związku gmin Kirchspielslandgemeinden Eider.